# Sport Clube Humaitá
Lo Sport Clube Humaitá, meglio noto come Humaitá, è una società calcistica brasiliana con sede nella città di Porto Acre, nello stato dell'Acre.

## Storia
Il club è stato fondato nel 2005 e dieci anni dopo è diventato un club professionistico e ha partecipato alla seconda divisione statale. Nel 2016, l'Humaitá vince la seconda divisione statale e ottiene la promozione per la prima volta nella massima divisione statale.

## Palmarès

### Competizioni statali
- Campionato Acriano: 1

2022
- Campeonato Acriano Segunda Divisão: 1

2016